# فرودگاه شهرستان کمبل/بروکنیل
فرودگاه بروکنیل/کمبل کانتی (به انگلیسی: Brookneal/Campbell County Airport) یک فرودگاه است که یک باند فرود آسفالت دارد و طول باند آن ۱۱۵۸ متر است. این فرودگاه در شهر بروکنیل، ویرجینیا کشور ایالات متحده آمریکا قرار دارد و در ارتفاع ۱۸۲ متری از سطح دریا واقع شده‌است.